# Szczepan Wroński
Szczepan Wroński (ur. 3 grudnia 1980 w Warszawie) – polski architekt, współzałożyciel pracowni WXCA, członek Stowarzyszenia Architektów Polskich, Izby Architektów Rzeczypospolitej Polskiej, a także sędzia w Kolegium Sędziów Konkursowych SARP.

## Doświadczenie zawodowe
Absolwent Wydziału Architektury Politechniki Warszawskiej. Doświadczenie zawodowe zdobywał jeszcze w czasach studenckich w pracowni rodzinnej APA Wroński i w SDA Architekci. Jest jednym ze współzałożycieli pracowni WXCA, która powstała w 2007 r. Zespół architektów, który współtworzy, działa w myśl autorskiej wspólnoty idei, gdzie każdy twórca ma równy głos w procesie kreatywnym. Wspólnie z zespołem wygrał wiele konkursów architektonicznych, a za realizacje Muzeum – Miejsce Pamięci Palmiry oraz Europejskiego Centrum Edukacji Geologicznej w Chęcinach otrzymał nominacje do nagrody Miesa Van Der Rohe. Prelegent na konferencjach i innych wydarzeniach branżowych, uczestnik architektonicznych dyskusji panelowych.

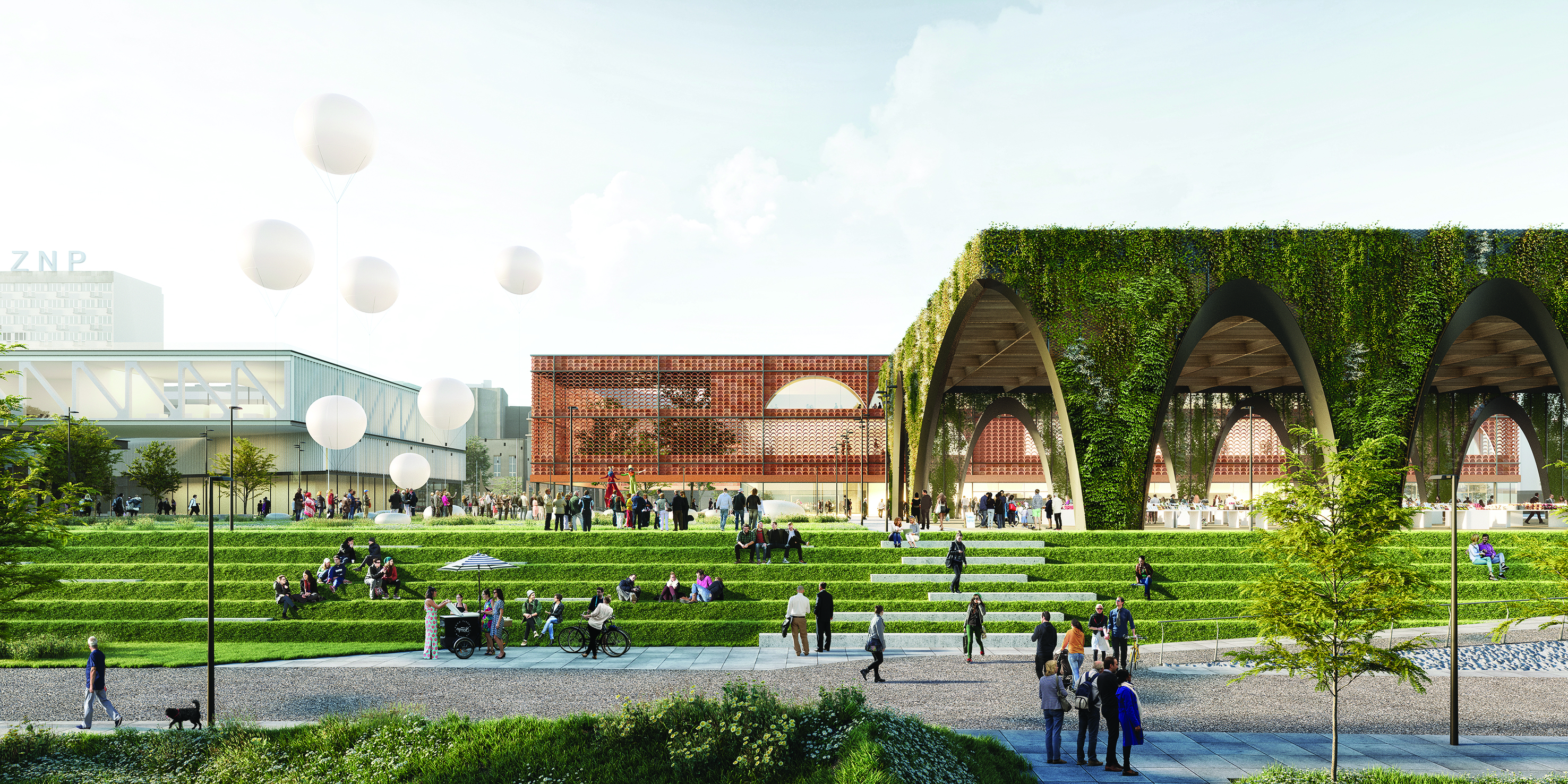
Bulwary Wiślane, WXCA

## Projekty
Wybrane projekty współautorstwa Szczepana Wrońskiego, które zajęły I miejsca w konkursach architektonicznych:
- Muzeum Ziem Wschodnich Dawnej Rzeczypospolitej w Lublinie (inwestor: Muzeum Narodowe w Lublinie)[1]

- Muzeum Powstania Wielkopolskiego w Poznaniu (inwestor: Wielkopolskie Muzeum Niepodległości)[2]

- Teatr Miejski im. Witolda Gombrowicza w Gdyni (inwestor: Teatr Miejski im. Witolda Gombrowicza w Gdyni)[3]
- Apartamenty XYZ w Szczyrku (inwestor: Apartamenty Złoty Widok)[4]
- Pawilon Polski na EXPO 2020 w Dubaju (inwestor: Polska Agencja Inwestycji i Handlu)[5]

- Rewitalizacja parku Pole Mokotowskie w Warszawie (inwestor: Zarząd Zieleni Miasta Stołecznego Warszawy)[6]

- Muzeum Książąt Lubomirskich we Wrocławiu (inwestor: Zakład Narodowy im. Ossolińskich we Wrocławiu)[7]

- Muzeum Wojska Polskiego na warszawskiej Cytadeli (inwestor: Muzeum Wojska Polskiego)[8]
- Muzeum Historii Polski na warszawskiej Cytadeli (inwestor: Muzeum Historii Polski)[9]
- Ulice Nowej Pragi w Warszawie (inwestor: Urząd Miasta Warszawa)[10]
- Bulwary Wiślane (inwestor: Urząd Miasta Warszawa)[11]
- Teatr im. Stefana Żeromskiego w Kielcach (inwestor: Teatr im. Stefana Żeromskiego)[12]
- Europejskie Centrum Edukacji Geologicznej w Chęcinach (inwestor: Uniwersytet Warszawski)[13]
- Muzeum – Miejsce Pamięci Palmiry (inwestor: Muzeum Historyczne Miasta Stołecznego Warszawy)[14]

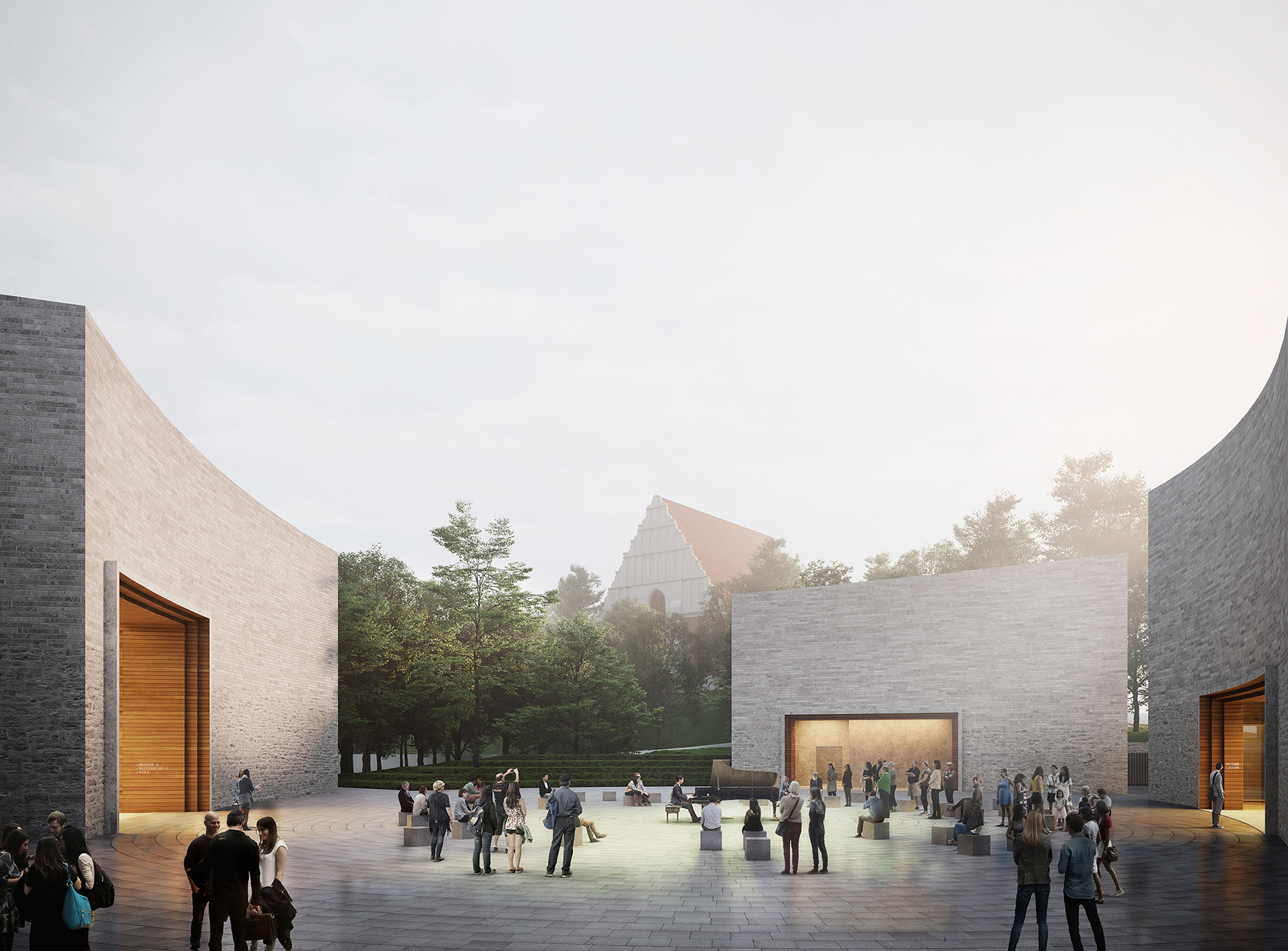
Muzeum Powstania Wielkopolskiego w Poznaniu, WXCA

## Nagrody
Wybrane nagrody dla projektów współautorstwa Szczepana Wrońskiego
- nominacja do nagrody Miesa Van Der Rohe za projekt Europejskiego Centrum Edukacji Geologicznej w Chęcinach[15]
- International Property Awards w kategorii Najlepszy obiekt użyteczności publicznej w Europie w 2015 r. za projekt Europejskiego Centrum Edukacji Geologicznej w Chęcinach[16]
- Eurobuild Awards in Architecture 2016 w kategorii „Proekologiczny obiekt sprzyjający komfortowi użytkowania za projekt Europejskiego Centrum Edukacji Geologicznej w Chęcinach[17]
- nominacja do nagrody Miesa Van Der Rohe za projekt Muzeum – Miejsce Pamięci Palmiry[18]
- European Property Awards w kategorii Best Public Service Architecture in Poland 2011 za projekt Muzeum – Miejsce Pamięci Palmiry[19]
- Grand Prix Leonardo 2011 na Międzynarodowym Biennale Młodych Architektów LEONARDO 2011 w Mińsku za projekt Muzeum – Miejsce Pamięci Palmiry[20]
- Grand Prix w kategorii Projekty na Międzynarodowym Biennale Młodych Architektów LEONARDO 2019 w Mińsku za projekt Muzeum Książąt Lubomirskich we Wrocławiu[21]
- nagroda Lazara Khidekela za innowacyjne i ekologiczne rozwiązania w architekturze na Międzynarodowym Biennale Młodych Architektów LEONARDO 2019 w Mińsku za projekt Pawilonu Polski na EXPO 2020[22]
- Złoty medal w kategorii Urban planning and layout na Międzynarodowym Biennale Architektury 2015 w Krakowie za projekt Bulwaru Filadelfijskiego w Toruniu[23]
- Złoty medal w kategorii Public and industrial complexes and buildings na Międzynarodowym Biennale Architektury 2015 w Krakowie za projekt Bałtyckiego Parku Sztuki w Parnawie w Estonii[23]
- Złoty medal w kategorii Residentail multi-storey houses na Międzynarodowym Biennale Architektury 2015 w Krakowie za projekt Portu Praskiego oraz Zespołu Mieszkalno-Usługowego Centrum 50+ w Gliwicach[23]

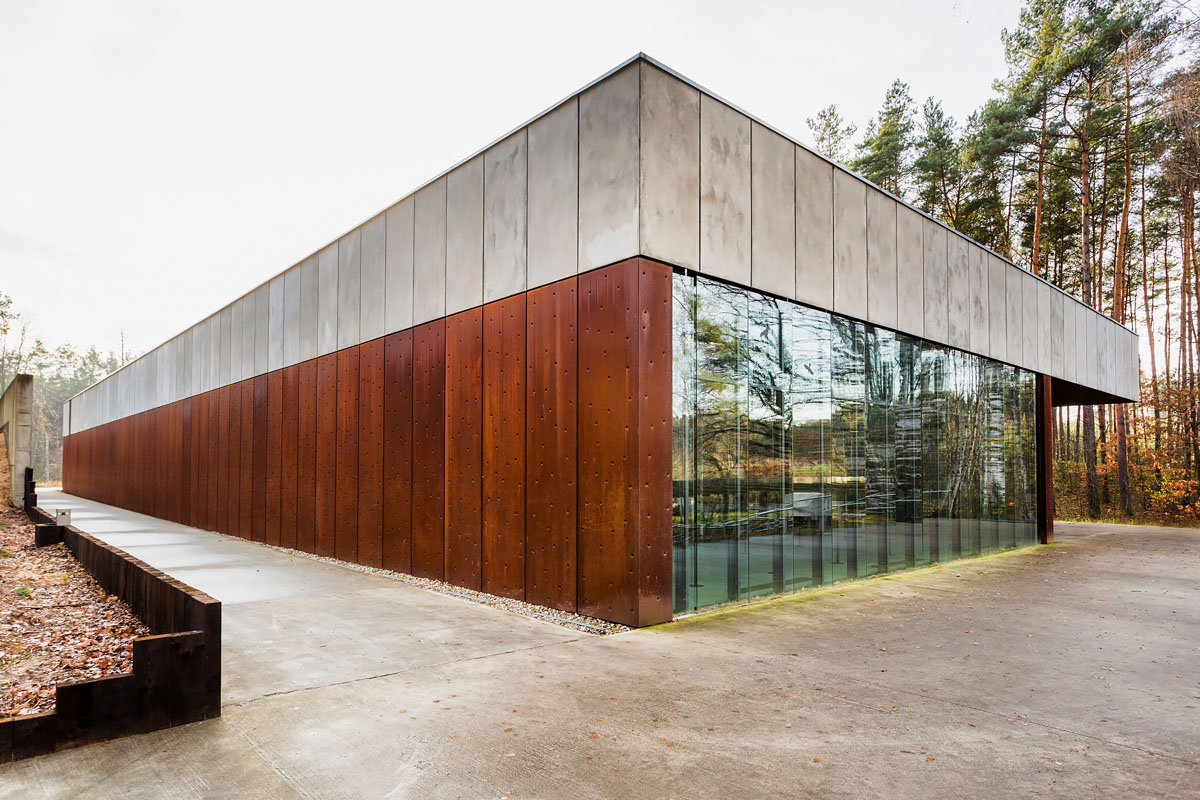
Muzeum Miejsce Pamięci Palmiry, WXCA

Oprócz przyznanych nagród za poszczególne projekty, Szczepan Wroński otrzymał również:
- tytuł Osobowości roku 2019 w kategorii Architektura przyznawany przez Builder Polska[24]
- tytuł Budowlanej Firmy Roku 2019 dla WXCA przyznawany przez Builder Polska[24]